# Creu de terme a Martís
La Creu de terme a Martís és una creu de terme d'Esponellà (Pla de l'Estany) protegida com a bé cultural d'interès local.

## Descripció
La creu de terme es troba al veïnat de Martís de Baix. A la carretera d'Esponella, s'ha d'agafar un trencall a l'esquerra que senyalitza el veïnat de Martís. A 250 m hi ha, a mà esquerra, un camí sense asfaltar. Des d'aquest camí la creu és a un centenar de metres.
Creu de terme damunt d'un pilar assentat en una base circular esglaonada de pedra. La base és composta per tres cossos circulars de pedra de travertí. El pilar de sorrenca grisa és de secció octogonal i amida 230 cm d'alçada. El capitell de pedra mostra tres motllures pronunciades, dues d'elles en bossell. Damunt s'erigeix la creu llatina. En el seu anvers hi ha figurat un crucifix, i en el revers, la Verge Maria amb el Nen.

## Història
La creu fou destruïda durant la Guerra Civil espanyola. Les seves restes originals es troben al Museu Arqueològic Comarcal de Banyoles. La creu actual és una reproducció emplaçada en el seu lloc originari.